# Distretto di Sig
Il distretto di Sig è un distretto della Provincia di Mascara, in Algeria.

## Comuni
Il distretto di Sig comprende 3 comuni:
- Sig
- Chorfa
- Bou Henni